# Luiz Araújo
Luiz de Araújo Guimarães Neto (Taquaritinga, São Paulo, Brasil, 2 de junio de 1996), conocido como Luiz Araújo, es un futbolista brasileño que juega de delantero en el C. R. Flamengo.

## Trayectoria
Comenzó su carrera en el Mirassol Futebol Clube del municipio de Mirassol, donde llegó al primer equipo en el año 2013. En marzo de 2013 entró a las inferiores del São Paulo.
El 26 de febrero de 2016 fue enviado a préstamo al Grêmio Novorizontino hasta el término del Campeonato Paulista 2016. Debutó el 19 de marzo en el 1-1 contra el XV de Piracicaba.
Regresó al tricolor en abril de 2016 y Luiz Araújo fue incluido en el primer equipo. Debutó por la Serie A el 5 de junio en la victoria por 1-0 sobre el Cruzeiro de visita. El 5 de noviembre de 2016, Luiz Araujo marcó su primer gol con el São Paulo en una victoria por 4-0 sobre su eterno rival, el Corinthians, en un partido del Campeonato Brasileño. Abandonó la tricolor a mediados de 2017. 
En 2016, marcó dos goles y dio dos asistencias en 25 partidos. En 2017, el joven brilló con el Tricolor, anotando siete goles y cinco asistencias en 24 partidos. En total, disputó 49 partidos, marcando nueve goles y dando siete asistencias.
Fichó por el Lille O. S. C. dirigido por Marcelo Bielsa para la temporada 2017-18. Por un valor estimado de 10,5 millones de euros. La operación aportó el 80% del importe a São Paulo. El 20% restante a Mirassol. El 6 de agosto, hizo su debut en la Ligue 1 en una victoria por 3-0 contra el FC Nantes. El 14 de octubre, en un partido contra el Troyes, marcó su primer gol para el club francés.
Araújo completó su primera temporada en el Lille con 6 goles en 36 partidos, mientras el club apenas logró sobrevivir al descenso de primera división. Durante la temporada 2018-19, Araújo solo fue titular en seis partidos de liga, pero disputó 27 partidos en total en la Ligue 1, aportando tres goles, y el Lille terminó segundo, por detrás del Paris Saint-Germain.
Jugó en el Lille de 2017 a 2021, disputando 136 partidos y anotando 18 goles, pero no logró hacerse un hueco en el once inicial. A pesar de ello, ganó la Ligue 1 2020-21.
El 6 de agosto de 2021 fue vendido a Atlanta United. Hizo su debut en la Major League Soccer, el 18 de agosto, contra Toronto FC, jugando 67 minutos en una victoria por 1-0 en el Mercedes-Benz Stadium. El 15 de septiembre contra Cincinnati, marcó su primer gol en la MLS en una victoria por 4-0.
El 18 de mayo de 2023, se anunció que Araújo se uniría al club brasileño Flamengo con un contrato permanente a fines de junio. El club brasileño acordó pagar una tarifa de transferencia de 9 millones de euros tener al jugador hasta diciembre de 2027. Luiz Araújo debutó con el Flamengo al ingresar en la victoria por 2-1 sobre el CA Paranaense, en el partido de ida de los cuartos de final de la Copa de Brasil. Luiz Araújo entró al campo en el minuto 32 de la segunda parte, sustituyendo a Éverton Ribeiro. Jugó 19 minutos, incluyendo el tiempo añadido. Luiz Araújo celebra su primer gol con Flamengo, pero lamenta la remontada derrota ante Grêmio por 3-2, el 25 de noviembre de 2023, en partido del Brasileirão.
Tras el partido en el que el Flamengo luchó desde el primer minuto hasta el último, pero que terminó derrotado por el Bayern de Múnich por 4-2 en los octavos de final de la Copa Mundial de Clubes 2025, celebrado en el Hard Rock Stadium de Miami, Luiz Araújo se fue al vestuario prácticamente sin decir palabra y permaneció aislado un rato, visiblemente conmocionado. No pudo contener la emoción: rompió a llorar por los errores que provocaron el tercer y cuarto gol de los alemanes.

## Estadísticas
Actualizado al último partido disputado el 29 de junio de 2025.
| Grêmio Novorizontino · Brasil | Reg.          | 2016          | ―   | ―  | ―  | ―  | ―  | ― | 5  | 0 | 5   | 0  |
| Grêmio Novorizontino · Brasil | Total club    | Total club    | 0   | 0  | 0  | 0  | 0  | 0 | 5  | 0 | 5   | 0  |
| São Paulo F. C. · Brasil | 1.ª           | 2016          | 22  | 2  | 2  | 0  | 1  | 0 | ―  | ― | 25  | 2  |
| São Paulo F. C. · Brasil | 1.ª           | 2017          | 4   | 2  | 4  | 2  | 1  | 0 | 15 | 3 | 24  | 7  |
| São Paulo F. C. · Brasil | Total club    | Total club    | 26  | 4  | 6  | 2  | 2  | 0 | 15 | 3 | 49  | 9  |
| Lille O. S. C. Francia | 1.ª           | 2017-18       | 34  | 5  | 2  | 1  | ―  | ― | ―  | ― | 36  | 6  |
| Lille O. S. C. Francia | 1.ª           | 2018-19       | 25  | 3  | 4  | 1  | ―  | ― | ―  | ― | 29  | 4  |
| Lille O. S. C. Francia | 1.ª           | 2019-20       | 21  | 2  | 6  | 2  | 6  | 0 | ―  | ― | 33  | 4  |
| Lille O. S. C. Francia | 1.ª           | 2020-21       | 28  | 4  | 3  | 0  | 6  | 0 | ―  | ― | 37  | 4  |
| Lille O. S. C. Francia | 1.ª           | 2021-22       | —   | —  | 1  | 0  | —  | — | —  | — | 1   | 0  |
| Lille O. S. C. Francia | Total club    | Total club    | 108 | 14 | 16 | 4  | 12 | 0 | 0  | 0 | 136 | 18 |
| Atlanta United FC Estados Unidos | 1.ª           | 2021          | 16  | 4  | —  | —  | —  | — | —  | — | 16  | 4  |
| Atlanta United FC Estados Unidos | 1.ª           | 2022          | 28  | 4  | 2  | 2  | —  | — | —  | — | 30  | 6  |
| Atlanta United FC Estados Unidos | 1.ª           | 2023          | 16  | 3  | 1  | 0  | —  | — | —  | — | 17  | 3  |
| Atlanta United FC Estados Unidos | Total club    | Total club    | 60  | 11 | 3  | 2  | 0  | 0 | 0  | 0 | 63  | 13 |
| C. R. Flamengo · Brasil | 1.ª           | 2023          | 20  | 3  | 5  | 0  | 1  | 0 | —  | — | 26  | 3  |
| C. R. Flamengo · Brasil | 1.ª           | 2024          | 25  | 4  | 6  | 1  | 8  | 1 | 13 | 1 | 52  | 7  |
| C. R. Flamengo · Brasil | 1.ª           | 2025          | 10  | 2  | 2  | 1  | 8  | 2 | 12 | 3 | 32  | 8  |
| C. R. Flamengo · Brasil | Total club    | Total club    | 55  | 9  | 13 | 2  | 17 | 3 | 25 | 4 | 110 | 18 |
| Total carrera | Total carrera | Total carrera | 249 | 38 | 38 | 10 | 31 | 3 | 45 | 7 | 363 | 58 |
| (1) Incluye datos de la Copa de Brasil, la Supercopa de Brasil, la Copa de Francia, la Copa de la Liga de Francia, la Supercopa de Francia y la U.S. Open Cup. (2) Incluye datos de la Copa Libertadores (2016), la Copa Sudamericana (2017), la Liga de Campeones de la UEFA (2019-20) y la Copa Mundial de Clubes de la FIFA. (3) Incluye datos del Campeonato Paulista y el Campeonato Carioca. |               |               |     |    |    |    |    |   |    |   |     |    |

## Palmarés

### Títulos estatales
| Título             | Club           | Estado         | Año  |
| ------------------ | -------------- | -------------- | ---- |
| Campeonato Carioca | C. R. Flamengo | Río de Janeiro | 2024 |
| Campeonato Carioca | C. R. Flamengo | Río de Janeiro | 2025 |

### Títulos nacionales
| Título               | Club           | País    | Año     |
| -------------------- | -------------- | ------- | ------- |
| Ligue 1              | Lille O. S. C. | Francia | 2020-21 |
| Supercopa de Francia | Lille O. S. C. | Francia | 2021    |
| Copa de Brasil       | C. R. Flamengo | Brasil  | 2024    |
| Supercopa de Brasil  | C. R. Flamengo | Brasil  | 2025    |

### Títulos internacionales
| Título                   | Club            | País     | Año  |
| ------------------------ | --------------- | -------- | ---- |
| Copa Libertadores Sub-20 | São Paulo F. C. | Paraguay | 2016 |